# Galina Chistyakova
Galina Chistyakova (en russe : Галина Валентиновна Чистякова, transcription française : Galina Valentinovna Tchistiakova), née le 26 juillet 1962 à Izmaïl en République socialiste soviétique d'Ukraine, est une athlète qui a représenté l'Union soviétique puis la Russie et enfin la Slovaquie. Elle détient le record du monde du saut en longueur établi à 7,52 m le 11 juin 1988. Cette performance fait l'objet de nombreuses suspicions,.

## Biographie
S'entraînant à Bourevestnik à Moscou, Chistyakova a remporté le titre européen du saut en longueur en salle en 1985 et une médaille d'argent en plein air l'année suivante. En 1988, aux jeux de Séoul, elle remportait une médaille de bronze. Plus tôt dans l'année, le 11 juin 1988 à Léningrad, elle avait amélioré le record du monde du saut en longueur en sautant à 7,52 m.
Plusieurs titres et médailles suivirent. En 1990, elle remporta même le premier titre européen en salle du triple saut. Cette année-là, elle se fit opérer du genou et ne put plus revenir au même niveau qu'avant.
Après la dissolution de l'URSS, elle devint russe. À la fin de sa carrière, elle reçut la citoyenneté slovaque et a représenté la Slovaquie. Elle détient le record de Slovaquie du triple saut avec 14,41 m, réalisé en juin 1996 à Londres. Son mari est ancien triple sauteur slovaque, Aleksandr Beskrovniy.

### Palmarès
| Date | Compétition                    | Lieu         | Résultat | Épreuve     | Performance |
| ---- | ------------------------------ | ------------ | -------- | ----------- | ----------- |
| 1985 | Championnats d'Europe en salle | Athènes      | 1re      | Longueur    | 7,02 m      |
| 1985 | Coupe du monde des nations     | Canberra     | 2e       | Longueur    | 7,00 m      |
| 1986 | Championnats d'Europe          | Stuttgart    | 2e       | Longueur    | 7,02 m      |
| 1987 | Championnats du monde en salle | Indianapolis | 4e       | Longueur    | 6,66 m      |
| 1987 | Championnats d'Europe en salle | Liévin       | 2e       | Longueur    | 6,89 m      |
| 1987 | Championnats du monde          | Rome         | 5e       | Longueur    | 6,99 m      |
| 1988 | Championnats d'Europe en salle | Budapest     | 2e       | Longueur    | 7,24 m      |
| 1988 | Jeux olympiques                | Séoul        | 3e       | Longueur    | 7,11 m      |
| 1989 | Championnats d'Europe en salle | La Haye      | 1re      | Longueur    | 6,98 m      |
| 1989 | Championnats du monde en salle | Budapest     | 1re      | Longueur    | 6,98 m      |
| 1989 | Coupe du monde des nations     | Barcelone    | 1re      | Longueur    | 7,10 m      |
| 1990 | Championnats d'Europe en salle | Glasgow      | 1re      | Longueur    | 6,85 m      |
| 1990 | Championnats d'Europe en salle | Glasgow      | 1re      | Triple saut | 14,14 m     |
| 1992 | Coupe du monde des nations     | La Havane    | 2e       | Triple saut | 13,67 m     |

### Records
| Épreuve          | Épreuve   | Performance          | Lieu      | Date            |
| ---------------- | --------- | -------------------- | --------- | --------------- |
| Saut en longueur | Plein air | 7,52 m (+1,4 m/s) RM | Leningrad | 11 juin 1988    |
| Saut en longueur | Salle     | 7,30 m               | Lipetsk   | 28 janvier 1989 |
| Triple saut      | Plein air | 14,76 m (+0,9 m/s)   | Lucerne   | 27 juin 1995    |
| Triple saut      | Salle     | 14,45 m              | Lipetsk   | 29 janvier 1989 |